# 巴勒貝克-希爾米勒省
巴勒貝克-希爾米勒省（阿拉伯語：بعلبك - الهرمل）是黎巴嫩的一個省份，位於該國東北部，西鄰北部省，西北面是阿卡省，始建於2014年，首府設於巴勒貝克，面積3,009平方公里，2015年人口416,427，人口密度每平方公里138人。